# ۳۰۲ (پیش از میلاد)
۳۰۲ (پیش از میلاد) ۳۰۲مین سال قبل از تقویم میلادی است.